# NGC 169
NGC 169 là một thiên hà xoắn ốc có rào chắn nằm trong chòm sao Tiên Nữ. Nó được phát hiện vào ngày 18 tháng 9 năm 1857 bởi RJ Mitchell.
NGC 169 có một người bạn đồng hành nhỏ hơn có tên NGC 169A. Cả hai hiện đang tương tác, và cặp đôi này được bao gồm trong Atlas thiên hà đặc biệt của Halton Arp.